# 張毅 (導演)
張毅（1951年12月14日—2020年11月1日），台灣新浪潮導演之一，曾經憑藉《我這樣過了一生》獲得金馬獎最佳導演獎以及亞太影展最佳導演獎，在1986年時因為出軌與楊惠姍相戀而退出電影圈，後來與楊惠姍共同創辦琉璃工房。

## 電影創作
張毅在1979年時在聯合報的連載小說《源》頗受好評，之後讓張永祥一起改編為電影《源》的劇本，由陳耀圻導演，張毅因此獲得第二十八屆亞洲影展最佳編劇獎。
張毅在1982年與楊德昌、陶德辰、柯一正等合作，共同執導集錦式電影《光陰的故事》，張毅執導其中的「報上名來」，由李立群、張艾嘉演出，光陰的故事是台灣新浪潮電影的代表作，同年張毅執導了《野雀高飛》，正式踏入導演生涯。
張毅先後創作了《玉卿嫂》、《我這樣過了一生》、《我兒漢生》、《我的愛》等經典作品。其中《玉卿嫂》、《我這樣過了一生》及《我的愛》被譽為「女性電影三部曲」。
「女性電影三部曲」中的《玉卿嫂》是改編白先勇的小說《玉卿嫂》，當時一方面因為改編劇本白先勇小說差距過大而引起議論，又因露骨床戲而被修剪，當年《玉卿嫂》入圍金馬獎最佳影片，未得獎，楊惠姍因為此片獲得亞太影展的最佳女主角。
張毅和演員楊惠姍、當時的妻子，作家蕭颯因在《我這樣過了一生》中合作，有鐵三角之稱，在戲中，楊惠姍懷孕，因此需增肥20多公斤，《我這樣過了一生》獲得22屆金馬獎最佳影片，張毅獲得金馬獎最佳導演及亞太影展最佳導演，楊惠姍獲得金馬獎最佳女主角，張毅和蕭颯一起獲得金馬獎最佳改編劇本。
張毅在結婚十年後，和楊惠姍因工作日久生情，蕭颯在1986年《我的愛》上映前，以題為《寫給前夫的一封信》的文章，兩天以全版的篇幅刊登於報端，張毅和楊惠姍退出影壇十多年。《我的愛》被美國紐約綜藝雜誌年鑒，評選為台灣電影百年﹙1895-1995﹚十大電影傑作之一。

## 琉璃工房和琉璃藝術創作
張毅和楊惠姍因為在拍攝《我的愛》時尋找對婚姻的象徵，接觸到水晶玻璃。而道具師找出許多國家的水晶玻璃，但就沒有中國的水晶玻璃，因此開始和琉璃的探索。
1987年張毅和楊惠姍、王俠軍等人一同創立琉璃工房，當時外人皆不看好他們，經多年耕耘後而闖出一片天，後來王俠軍離開琉璃工房，獨立成立琉園。在2008年奧圖碼科技和琉璃工房曾合併為琉璃奧圖碼，由張毅擔任琉璃奧圖碼的董事長。
2010年上海世博會時，張毅和楊惠姍等人擔任台灣館的代言人，其作品《千一自在》獲得中國館的永久典藏。而2011年琉璃工房獲選為「2011台灣百大企業品牌」。2013年時張毅和楊惠姍在中國美術館舉辦「琉璃之人間探索——楊惠姍、張毅聯展」，是中國美術館首次舉辦台灣藝術家的琉璃作品展，展覽期間，中國美術館收藏楊惠姍、張毅琉璃作品各一件，亦是該館首次收藏琉璃藝術作品。

## 演藝作品

### 电影
| 首映年份 | 片名           | 職務/角色  | 奬項                                                                                               | 備註               |
| 1980年   | 源             | 編劇       | - 第28屆亞洲影展最佳編劇獎                                                                         |                    |
| 1981年   | 熱血           | 編劇       | |                    |
| 1982年   | 人肉戰車       | 編劇       | |                    |
| 1982年   | 野雀高飛       | 編劇、導演 | |                    |
| 1982年   | 光陰的故事     | 編劇、導演 | | 第四段「報上名來」 |
| 1983年   | 竹劍少年       | 編劇、導演 | |                    |
| 1983年   | 一九八三大驚奇 | 編劇       | |                    |
| 1983年   | 魔輪           | 編劇       | |                    |
| 1984年   | 玉卿嫂         | 編劇、導演 | | 入圍金馬獎最佳影片 |
| 1985年   | 我這樣過了一生 | 編劇、導演 | - 第22屆金馬獎最佳導演、金馬獎最佳影片 - 第22屆金馬獎最佳改編劇本（張毅、蕭颯） - 亞太影展最佳導演 |                    |
| 1986年   | 我兒漢生       | 編劇、導演 | |                    |
| 1986年   | 我的愛         | 編劇、導演 | |                    |
| 1987年   | 大海計劃       | 編劇       | |                    |

### 動畫
| 首映年份 | 片名       | 職務/角色 | 奬項 | 備註                         |
| 2005年   | 黑屁股     | 製作      |      |                              |
| 2018年   | 狗狗伤心志 | 製作      |      | 入圍第55屆金馬獎最佳動畫長片 |

## 獎項

### 亞洲影展（亞太影展）
| 年份   | 獲提名         | 獎項                     | 結果 |
| ------ | -------------- | ------------------------ | ---- |
| 1983年 | 源             | 第28屆亞洲影展最佳編劇獎 | 獲獎 |
| 1985年 | 我這樣過了一生 | 亞太影展最佳導演         | 獲獎 |

### 金馬獎
| 年份   | 獲提名         | 獎項                      | 結果 |
| ------ | -------------- | ------------------------- | ---- |
| 1980年 | 源             | 第17屆金馬獎 最佳改編劇本 | 提名 |
| 1984年 | 玉卿嫂         | 第21屆金馬獎 最佳導演     | 提名 |
| 1984年 | 玉卿嫂         | 第21屆金馬獎 最佳改編劇本 | 提名 |
| 1985年 | 我這樣過了一生 | 第22屆金馬獎 最佳導演     | 獲獎 |
| 1985年 | 我這樣過了一生 | 第22屆金馬獎 最佳改編劇本 | 獲獎 |
| 1987年 | 大海計劃       | 第24屆金馬獎 最佳改編劇本 | 提名 |
| 2014年 | 黑屁股         | 第51屆金馬獎 最佳創作短片 | 提名 |
| 2018年 | 狗狗傷心志     | 第55屆金馬獎 最佳動畫長片 | 提名 |

## 小說作品
- 《源》（1978）
- 《臺北兄弟》（1984）

## 外部連結
- 張毅在互联网电影资料库（IMDb）上的資料（英文）
- 在AllMovie上張毅的頁面（英文）
- 張毅在香港影庫上的簡介
- 張毅在豆瓣上的资料（简体中文）
- 張毅在台灣電影網上的資料（繁體中文）
- 中文電影資料庫─ 張毅 （页面存档备份，存于）
- TFAI-國家電影及視聽文化中心─ 張毅[]
- 華文影史庫 張毅 簡介 （页面存档备份，存于）
- 台灣作家作品目錄資料庫─ 張毅 （页面存档备份，存于）